# Zbiornikowce typu Mettawee
Zbiornikowce typu Mettawee – typ okrętów pomocniczych bazujących na projekcie kadłuba T1-M-A2 stworzonym przez Maritime Commission w czasie II wojny światowej. Wszystkie jednostki zostały ukończone pomiędzy 1943 a 1945. Pomimo wykonywania zadań przewożenia wysoce niebezpiecznego ładunku, często w strefie działań wojennych, żaden ze zbiornikowców tego typu nie został zniszczony w walce.

## Jednostki tego typu
- USS "Mettawee" (AOG-17)
- USS "Pasquotank" (AOG-18)
- USS "Sakatonchee" (AOG-19)
- USS "Seekonk" (AOG-20)
- USS "Sequatchie" (AOG-21)
- USS "Wautauga" (AOG-22)
- USS "Ammonusuc" (AOG-23)
- USS "Sheepscot" (AOG-24)
- USS "Calamus" (AOG-25)
- USS "Chiwaukum" (AOG-26)
- USS "Escatawpa" (AOG-27)
- USS "Gualala" (AOG-28)
- USS "Hiwassee" (AOG-29)
- USS "Kalamazoo" (AOG-30)
- USS "Kanawha" (AOG-31)
- USS "Narraguagas" (AOG-32)
- USS "Ochlockonee" (AOG-33)
- USS "Oconee" (AOG-34)
- USS "Ogeechee" (AOG-35)
- USS "Ontonagon" (AOG-36)
- USS "Yahara" (AOG-37)
- USS "Ponchatoula" (AOG-38)
- USS "Quastinet" (AOG-39)
- USS "Sacandaga" (AOG-40)
- USS "Tetonkaha" (AOG-41)
- USS "Towaliga" (AOG-42)
- USS "Tularosa" (AOG-43)
- USS "Wakulla" (AOG-44)
- USS "Yacona" (AOG-45)
- USS "Waupaca" (AOG-46)
- USS "Manokin" (AOG-60)
- USS "Sakonnet" (AOG-61)
- USS "Conemaugh" (AOG-62)
- USS "Klaskanine" (AOG-63)